# Френк Загаріно
Френк Загаріно (англ. Frank Zagarino; 19 грудня 1959) — американський актор, зірка низькобюджетних бойовиків, найбільше відомий за фільмом Проєкт «Переслідувач тіні» та його продовженнями. Одна з його ранніх ролей у фільмі Королева варварів (1985), в якому він зіграв разом з Ланою Кларксон. Як і багато інших зірок фільмів категорії «B», він багато знімався у Європі, особливо в Італії. Він знявся в фільмі Остання місія італійського виробництва у Північній Кореї, один з небагатьох зарубіжних фільмів знятих в цій країні. За словами режисера Фердінандо Балді, Загарино був поміщений у в'язницю протягом двох днів у Північній Кореї, бо корейці підозрювали, що він був американським шпигуном, бо любив фотографувати. Загаріно з'явився в комп'ютерній грі Command & Conquer: Tiberian Sun (1999). Він також продюсував ряд фільмів і був режисером трьох. Займався боротьбою і кикбоксингом.

## Фільмографія
| Рік       |    | Українська назва                              | Оригінальна назва               | Роль                                               |
| --------- | -- | --------------------------------------------- | ------------------------------- | -------------------------------------------------- |
| 1983      | ф  | Крихітко, це ти                               | Baby It's You                   | Лью                                                |
| 1984      | ф  | Сонце, море і хлопці                          | Where the Boys Are              | Конан                                              |
| 1984      | ф  | Гаряча лінія                                  | Lovelines                       | Годзілла                                           |
| 1985      | ф  | Королева варварів                             | Barbarian Queen                 | Арган                                              |
| 1985—1986 | с  | Династія                                      | Dynasty                         | Ерік (епізод "The Roadhouse") водій (епізод "Ben") |
| 1987      | в  | Максимальний потенціал                        | Maximum Potential               | партнер на тренуванні                              |
| 1987      | ф  | Убивство                                      | Assassination                   | водій секретної служби                             |
| 1988      | ф  | Головоріз                                     | Striker                         | Джон Слейд                                         |
| 1988      | ф  | Остання місія                                 | Missione finale                 | Лу                                                 |
| 1989      | ф  | Навчені вбивати                               | Trained to Kill                 | Метт Купер                                         |
| 1989      | ф  | Кі-Воїн                                       | Cyborg - Il guerriero d'acciaio | Тресібі                                            |
| 1990      | ф  | Месник                                        | The Revenger                    | Майкл Келлер                                       |
| 1990      | ф  | Молот                                         | Hammerhead                      | найманий вбивця                                    |
| 1991      | ф  | Проєкт «Елімінатор»                           | Project Eliminator              | Джон «Страйкер» Слейд                              |
| 1992      | ф  | Музей воскових фігур 2                        | Waxwork II: Lost in Time        | мисливець на зомбі                                 |
| 1992      | в  | Проєкт «Переслідувач тіні»                    | Shadowchaser                    | Ромулус                                            |
| 1992      | тф | Всемогутній: Чорна магія                      | Extralarge: Black Magic         | Зорак                                              |
| 1993      | ф  | Криваві воїни                                 | Blood Warriors                  | Кіт Стоун                                          |
| 1994      | ф  | Проєкт «Переслідувач тіні» 2                  | Project Shadowchaser II         | андроїд                                            |
| 1994      | ф  | Не впадати у відчай                           | Never Say Die                   | Блейк                                              |
| 1994      | в  | Останній виліт                                | Final Mission                   | Френк «Флеш» Тето                                  |
| 1995      | в  | Проєкт «Переслідувач тіні» 3                  | Project Shadowchaser III        | андроїд                                            |
| 1995      | ф  | Кіборг-поліцейський 3                         | Cyborg Cop III                  | Сеінт                                              |
| 1996      | ф  | Без пощади                                    | Without Mercy                   | Джон Картер                                        |
| 1996      | ф  | Боєголовка                                    | Warhead                         | Джек Таннен                                        |
| 1996      | ф  | Немає виходу                                  | No Exit                         | Лука Лентіні                                       |
| 1996      | ф  | Проєкт «Переслідувач тіні» 4: Ключ від Оріона | Orion's Key                     | Сіріус                                             |
| 1997      | ф  | Апокаліпсис                                   | The Apocalypse                  | Вендлер                                            |
| 1997      | ф  | В'язень 762                                   | Convict 762                     | Віго                                               |
| 1997      | ф  | Аеробос                                       | Airboss                         | Френк Вайт                                         |
| 1997      | тф | Операція загону «Дельта»                      | Operation Delta Force           | Маккінні                                           |
| 1998      | в  | Спецагент                                     | The Company Man                 | Ернест Грей / Наполеон                             |
| 1998      | ф  | Армстронг                                     | Armstrong                       | Род Армстронг                                      |
| 1998      | ф  | Аеробос 2: Превентивний удар                  | Airboss II: Preemptive Strike   | Френк Вайт                                         |
| 1998      | ф  | Захисник                                      | The Protector                   | Коул                                               |
| 1999      | ф  | Радіоактивні опади                            | Fallout                         | Капітан Преві Федоров                              |
| 1999      | ф  | Завтра не прийде ніколи                       | No Tomorrow                     | Поллак                                             |
| 1999      | вг | Command & Conquer: Tiberian Sun               | Command & Conquer: Tiberian Sun | Антон Славік                                       |
| 1999      | с  | Таємне правосуддя                             | Covert Justice                  | Френк Вайт                                         |
| 2000      | с  | Знаки пристрасті                              | Marcas da Paixão                |                                                    |
| 2000      | ф  | Бродяга                                       | The Stray                       | Карл                                               |
| 2000      | ф  | Опікун                                        | The Guardian                    | Пол Рендалл                                        |
| 2000      | ф  | Аеробос 3: Розплата                           | Airboss III: The Payback        | Френк Вайт                                         |
| 2000      | ф  | Аеробос 4: Ікс-фактор                         | Airboss IV: The X Factor        | Френк Вайт                                         |
| 2000      | ф  | Ніколи не озирайся                            | Never Look Back                 |                                                    |
| 2000      | в  | Зона нанесення удару                          | Strike Zone                     | Рік Бернс                                          |
| 2002      | в  | Точка вбивства                                | The Killing Point               | Крюгер                                             |
| 2002      | ф  | Нищівна брехня                                | Shattered Lies                  | Райан Янг                                          |
| 2005      | ф  | Виклик смерті                                 | Lethal                          | агент ФБР Ітан Маршалл                             |
| 2007      | ф  | Спайкер                                       | Spiker                          | Адам Брендіс                                       |
| 2008      | ф  | Ведмедик і Майстер                            | Little Bear and the Master      | Франко                                             |

### Режисер
- 2007 — Спайкер / Spiker
- 2000 — Ніколи не озирайся / Never Look Back
- 1993 — Кулачний боєць 2 / Fist Fighter 2

### Продюсер
- 2007 — Спайкер / Spiker
- 2002 — Нищівна брехня / Shattered Lies
- 2000 — Ніколи не озирайся / Never Look Back
- 2000 — Зона нанесення удару / Strike Zone